# Visa vägen-priset
Visa vägen–priset delas varje år ut av Samhall till den arbetsgivare och den eldsjäl som har gjort mest för att öppna arbetsmarknaden för personer med funktionsnedsättning.
Visa vägen-priset delas ut i två kategorier, Årets eldsjäl och Årets arbetsgivare. Ett fåtal år har även ett slags hederspris delas ut. 2012 kallades det Årets förhoppning och gick till Örebro kommun och året 2017 kallades det "Alla tiders arbetsgivare" och gick till Axel Johnson-koncernen.
En fristående jury utser vinnarna.
Efter galan 2021 meddelades det att Visa vägen-priset skulle ta en paus.

## Vinnare
| År   | Kategori                 | Namn                | Arbetsgivare                  |
| 2020 | Arbetsgivare             |                     | Inpac                         |
| 2020 | Eldsjäl                  | Ulf Schön           |                               |
| 2020 | Hederspris               | Malin Wernersson    |                               |
| 2019 | Hederspris               |                     | Partykungen                   |
| 2019 | Arbetsgivare             |                     | Grönsakshallen Sorunda        |
| 2019 | Eldsjäl                  | Lars Lerin          |                               |
| 2018 | Arbetsgivare             |                     | Bactiguard                    |
| 2018 | Eldsjäl                  | Joanna Halvardsson  |                               |
| 2017 | Alla tiders arbetsgivare |                     | Axel Johnson                  |
| 2017 | Arbetsgivare             |                     | Östhammars kommun             |
| 2017 | Eldsjäl                  | Arne Anderstedt     | Högbo Bruk                    |
| 2016 | Arbetsgivare             |                     | Micasa Fastigheter            |
| 2016 | Eldsjäl                  | Kristofer Sandström | Gröna Lund                    |
| 2015 | Arbetsgivare             |                     | Roxtec International AB       |
| 2015 | Eldsjäl                  | Malin Lundstedt     | SF Bio                        |
| 2014 | Arbetsgivare             |                     | IAC                           |
| 2014 | Eldsjäl                  | Cristina Forssander | Ledarna                       |
| 2013 | Arbetsgivare:            |                     | AQ Segerström & Svensson AB   |
| 2013 | Eldsjäl                  | Pär Larshans        | Max Hamburgerrestauranger AB  |
| 2012 | Arbetsgivare             |                     | AB Sternhammar i Örebro       |
| 2012 | Eldsjäl                  | Mikael Tänndal      | Fredells Byggvaruhus i Nacka  |
| 2011 | Arbetsgivare             |                     | SweProd AB i Visby            |
| 2011 | Eldsjäl                  | Henrik Lindstedt    | Panduro Hobby                 |
| 2010 | Arbetsgivare             |                     | LK Armatur AB                 |
| 2010 | Eldsjäl                  | Carin Götblad       | Polisen                       |
| 2009 | Arbetsgivare             |                     | Max Hamburgerrestauranger AB  |
| 2009 | Eldsjäl                  | Pär Johansson       | Glada Hudikteatern            |
| 2008 | Arbetsgivare             |                     | Bröderna Johansson sängfabrik |
| 2008 | Eldsjäl                  | Liselotte Ohlsson   | Activa                        |